# 野間敏克
野間 敏克（のま としかつ、1961年 - ）は、日本の経済学者。専門は金融論。
1961年愛媛県に生まれる。1983年同志社大学経済学部卒業。1985年大阪大学大学院経済学研究科博士前期課程修了。大阪大学助手、神戸商科大学(現兵庫県立大学）講師、助教授を経て、2004年同志社大学政策学部教授。現在に至る。放送大学客員教授を歴任.
専攻は金融論、地域金融論。

## 経歴

### 職歴
- 同志社大学大学院総合政策科学研究科博士後期課程 教授, 2011年 -
- 同志社大学大学院総合政策科学研究科博士前期課程 教授, 2008年 -
- 同志社大学政策学部 教授, 2004年 -
- 神戸商科大学商経学部経済学科 助教授, 1992年 - 2004年
- ブリティッシュ・コロンビア大学 客員研究員, 1995年 - 1996年
- 神戸商科大学商経学部経済学科 講師, 1989年 - 1992年
- 神戸商科大学商経学部経済学科 助手, 1988年 - 1989年
- 大阪大学経済学部 助手, 1986年 - 1988年

2015年- 放送大学客員教授を兼任。

### 所属学会
- 行動経済学会
- 経済教育ネットワーク
- 日本金融学会
- 日本経済学会

## 主たる著書
- 『入門・日本経済』浅子, 和美; 飯塚, 信夫; 篠原, 総一 有斐閣, 2020年03月, 分担執筆・共著, 担当序章 「日本経済を捉える」[4][5]
- 『金融と社会』放送大学教育振興会, 2020年03月, 単著[4][5]
- 『金融の仕組みと働き』岡村, 秀夫; 田中, 敦; 野間, 敏克; 播磨谷, 浩三; 藤原, 賢哉 有斐閣, 2017年09月, 共著[4][5]
- 『証券市場と私たちの経済』放送大学教育振興会, 2015年03月, 共編著[4][5]
- 『政策学部でどう学ぶか』井口, 貢; 多田, 実; 同志社大学政策学部10周年記念出版編集委員会学芸出版社, 2014年03月, 分担執筆・共著[4][5]
- 『入門・日本経済 第4版』浅子和美・篠原総一編 有斐閣、2011年、担当第1章,「日本経済の大きさと不安：日本人の幸福感」分担執筆・共著[4][5]
- 『経済政策』林敏彦編 放送大学、担当第9章「マクロ経済政策」, 2009年, 共著[4][5]
- 『リレーションシップ・バンキングと地域金融』筒井義郎・植村修一編 日本経済新聞社、担当第7章「地方銀行パフォーマンスと地域経済」, 2007年, 共著[4][5]
- 『入門・日本経済第3版』浅子和美・篠原総一編有斐閣、担当第1章「日本経済の大きさと不安：豊かさを実感するために」, 2006年, 共著[4][5]
- 『地域金融と企業の再生』堀江康煕編著 担当第6章「地域間資金移動と資金循環」、中央経済社, 2005年, 共著[4][5]
- 『金融システム論』野間 敏克; 岡村秀夫; 田中敦; 藤原賢哉有斐閣, 2005年, 共著[4][5]
- 『入門・日本経済・新版』浅子・篠原編 担当第１章「経済大国と生活大国：変革期の日本経済」、第７章「金融：日本的システムの崩壊と再生」有斐閣, 2000年, 共著[4][5]
- 『金融分析の最先端』筒井義郎編 担当第６章「日本の企業金融」、東洋経済新報社, 2000年, 共著[4][5]
- 『初歩から学ぶ経済入門：経済学の考え方』野間 敏克; 篠原総一; 入谷純 有斐閣, 1999年, 共著[4][5]
- 『企業金融』野間 敏克; 花枝英樹; 米澤康博東洋経済新報社, 1992年, 共著[4][5]